# 송병구
송병구(宋炳具, 1988년 8월 4일 ~ )는 대한민국의 스타크래프트, 스타크래프트 II 프로게이머이자 프로게임단 코치로 전 삼성 갤럭시 소속의 프로토스 유저였으며 아이디는 Stork이다. 현재는 아프리카TV의 파트너 BJ로 활동하고 있다.

## 선수 이력

### 데뷔와 시련 (2004~2006)
2004년 삼성전자 칸에 입단하며 프로게이머 생활을 시작했고, 첫 진출한 CYON 2004 챌린지 리그에서 우승을 차지하며 EVER 스타리그 2005 4번 시드를 따냈다. 그러나 같은 시기에 주목받았던 신예 프로토스 오영종(당시 화승 OZ), 박지호(당시 MBC게임 히어로)가 각각 우승, 4강 진출로 이름을 알리는 동안, 송병구는 EVER 스타리그 2005에서 1승 2패, So1 스타리그에선 전패로 탈락하는 등 기대만큼의 성적을 내지 못했다. 또한 삼성전자 칸 소속의 많은 선수들이 개인리그에 진출했던 2006 시즌 중후반에도 유독 송병구는 하부리그의 벽을 넘지 못하였다.

### 전성기와 결승에서의 잇따른 좌절
송병구가 다시 주목받기 시작한 것은 2007년이었다. 첫 시즌부터 양대리그 4강에 동시에 올라 다음 스타리그 2007 3위, 곰TV MSL 시즌2 준우승이란 호성적을 냈으며, 프로리그에서도 높은 승률로 삼성전자 칸의 광안리 우승을 이끌었다. 송병구는 2007년에 올해의 프로토스상에 최다승상까지 받으며 최고의 한 해를 보냈다. 2007년 당시 송병구는 대테란전 승률 70%에 달할 정도였으며 Daum 스타리그 2007 3,4위전에서 이영호를 3:0으로 셧아웃시키기도 했다. 하지만 스타리그 2연속 준우승이라는 흔치 않은 기록과 MSL에서도 1회 준우승을 기록하여 콩라인에 소속되었다. 2007년 10월엔 김택용(당시 MBC게임 히어로, 은퇴)을 제치고 KeSPA 랭킹 1위에 등극하기도 했다.
이후 EVER 스타리그 2007, 박카스 스타리그 2008까지 연이어 결승에 올랐으나 이제동, 이영호에게 각각 1:3, 0:3으로 패퇴하며 준우승에 그쳤다. 더구나 이벤트전이었던 곰TV 스타 인비테이셔널 결승에서도 이영호에게 석패하는 등 해묵은 '준우승 징크스'를 깨지 못하면서 번번이 결승전의 패자로 기록되었다. 하지만 송병구는 여전히 테란전에서만큼은 최강의 모습을 보여주어 당시 송병구를 상대로 상대전적에서 앞서는 테란은 거의 없었다. 심지어 이영호에게 결승전에서 패배까지 전까지도 상대전적은 송병구가 앞서 있었다.

### 첫 우승
인크루트 스타리그에서 16강에서 3승으로 가볍게 8강 티켓을 따낸 송병구는 8강에서 김택용, 4강에서 도재욱을 꺾으면서 결승에 진출했다. 이는 프로토스 최초 스타리그 4회 결승 진출이라는 대기록이다. 송병구는 도재욱, 김택용을 꺾으면서 최고조에 달한 기량을 선보였고 당시 결승상대는 김준영을 3:1로 꺾고 결승에 진출하면서 로열 로더를 노리던 정명훈 (당시 SK텔레콤 T1) 현 리브 샌드박스 2군 감독이었다. 2008년 11월 1일, 인크루트 스타리그 결승에서 정명훈 감독을 3:2로 꺾고 우승함으로써 2년 가까이 따라붙었던 만년 준우승의 꼬리표를 떼어냈다. 이는 스타리그 최다 진출만에 우승이자, (9회 진출만의 우승이며, 종전까지의 기록은 7회 진출만에 Daum 스타리그에서 우승한 김준영) 삼성전자 칸 선수 최초의 개인리그 우승이었다. 한편 이 경기에서 송병구는 2경기, 5경기서 물량의 힘을 선보이며 승리를 성취했다. 이때 당시 송병구는 8강부터 결승까지 T1에 소속된 선수들을 꺾으며 T1 킬러의 이미지를 굳혀가고 있었다. 물론 차기 스타리그인 바투 스타리그 8강에서 이제동에게 1-2의 역전패를 당하며 우승자 징크스만은 깨지 못했지만 앞서 열린 신한은행 프로리그 2008 결승전에서는 박찬수를 꺾고 팀의 우승에 결정적 역할을 하였다.
국가대표로 출전했던 WCG 2007 그랜드 파이널 8강에선 진영수를 꺾고 결승에선 마재윤을 꺾고 결승에 진출했던 중국의 샤쥔춘을 꺾고 금메달을 따냈으며, WCG 2008 그랜드 파이널에서도 2회 연속 결승에 올라 은메달을 목에 걸었다. 신한은행 프로리그 2008에서도 건재를 알리며 삼성전자 칸의 2연속 광안리 우승에 크게 기여했다. 또한, WCG 2009에서는 스타크래프트 부분 WCG를 최초로 3회연속 진출에 성공한 후 이제동과의 결승에서 안타깝게 패배해 은메달에 머물렀다. 하지만 IEF2008에서 결승에 오르는데 성공했고 준우승을 기록하였으며 IEF2009에서는 결승에 올라 우승을 차지하며 국제대회에서 '송순신'등으로 불리며 대활약을 벌였다.

### 라이벌 김택용
둘의 첫 만남은 2007년 5월 14일 신한은행 프로리그 2007이지만, 실질적인 라이벌 관계는 두 번째로 만난 곰TV MSL 시즌2 결승전에서부터 시작된다. 당시까지 동일한 종족 간의 결승은 웬만해선 흥행이 힘들다고 알려져 있었으나, 두 선수는 5경기까지 가는 모든 경기를 명승부로 만들며 우승자 김택용도, 준우승자 송병구도 박수를 받는다. 이후 두 선수 모두 전성기를 이루면서 역대 스타크래프트 리그 판도에 전혀 없던 프로토스의 전성기를 만들고, 김택용과 송병구의 '택뱅시대'를 만들게 된다.
이 두 선수가 만난 다전제는 곰TV MSL 시즌2 결승, EVER 스타리그 2007 4강, 인크루트 스타리그 2008 8강, IEF 2008 결승, WCG 2009 한국 대표 선발전 결승, IEF 2010 결승, IEF 2011 결승으로, EVER 스타리그 2007 4강, WCG 2009 한국 대표 선발전, 피디팝 MSL 16강을 제외한 모든 다전제는 최종전까지 이뤄졌다. 두 선수의 상대전적은 19:17로 송병구가 우위이다.
온게임넷의 엄재경 해설위원과 김태형 해설위원은, 스타 뒷담화 방송에서 과거 박정석과 강민의 라이벌 관계와 비교하여 박정석-송병구의 정파 프로토스, 강민-김택용의 사파 프로토스라는 프로토스 계보로 분류하기도 하였다.
이상하게도 프로리그나 개인리그(결승전 제외)에서는 송병구가 많이 이겼으나, 개인리그 결승전에서는 송병구가 김택용을 다전제전에서 이기지 못해 우승을 하지 못했다.

### 우승자 징크스와 부진
BATOO 스타리그 08-09에서 8강에 진출한 송병구는 이제동에게 1:2 역전패를 당하며 탈락하였다. 반면 로스트사가 MSL에서는 4강까지 올랐으나 허영무에게 0:3으로 탈락하였다. 이런 부진은 1년 내내 지속되었다. 박카스 스타리그 2009 16강에서 1승 2패로 탈락하였으며 EVER 스타리그 2009에서도 8강에서 이영한에게 1:2로 탈락하며 부진을 거듭하였다. 하지만 2009 WCG에서 결승에 올라 3연속 결승진출이라는 대기록을 작성하며 WCG 명예의 전당을 노렸으나 이제동에게 1:2로 패하며 준우승에 그쳤다. 곧이어 대한항공 스타리그 2010 16강에서 탈락하며 이 부진은 2010년까지 계속되는 듯 싶었다.

### 4강 진출과 부활의 신호탄
대한항공 스타리그 Season 2 2010에서 16강 2승 1패 8강 2:0으로 4강에 진출하며 부활의 신호탄을 쏘아올린 송병구는 비록 이제동에게 탈락했으나 2:3으로 선전을 펼쳤다. 박카스 스타리그 2010에서는 제 2의 전성기라 불릴 정도의 기량을 맞이하며 단숨에 결승까지 진출하였고 스타리그 테란전 10연승이라는 기록도 작성하였으며 10-11시즌에서는 2라운드부터 회복세를 보여 3라운드 위너스리그에서 첫 역올킬을 달성하였다. 피디팝 MSL에서는 8강까지 진출하며 전성기 시절을 연상케 하는 기량을 보여주었다. 하지만 피디팝 MSL 8강에서 김명운에게 0:3 셧아웃을 당하며 탈락하였고 박카스 스타리그 결승에서도 정명훈에게 0:3으로 패배하며 여전히 큰경기에 약하다는 징크스를 보여주며 부진에 빠지고 말았다.

### 10-11시즌의 성적
10-11시즌 1라운드에서 송병구는 승보다 패가 많을 정도로 부진에 빠졌다. 당시 송병구는 조금씩 하락세를 타는 추세였으나 2라운드가 시작되면서 송병구는 회복세를 보였다. 승수를 차츰차츰 쌓아나갔고 팀의 에이스로서의 면모를 굳혀 나갔다. 2라운드와 비슷한 시기 개인리그에서도 송병구는 상승세를 타는 분위기였다. 3라운드 위너스리그서는 10-11시즌 MBC게임과의 경기에서 첫 역올킬을 달성하였고 본인의 첫 공식전 올킬을 달성하게 되었다. 그보다 조금 전에는 화승OZ와의 경기에서 팀의 에이스 이제동을 꺾으며 3킬을 달성하며 프로리그 8연승을 기록했다. 하지만 4라운드에 접어들면서 다시 패가 많아지게 되었다. 근근히 승리를 쌓는 송병구였지만 마침내 시즌 막판에 접어들면서 연패를 겪었고 택리쌍에 비해 좋지 않은 모습을 보였다. 하지만 10-11시즌에서 40승을 기록하며 본인의 첫 프로리그 40승을 돌파하는 쾌거를 이루었다.
신한은행 위너스리그 10-11 시즌 첫 역올킬
2011년 1월 16일, MBC game Hero와의 경기에서 김재훈이 3킬을 달성했으나 대장으로 나온 송병구가 '김재훈, 염보성, 고석현, 박수범'을 모두 잡아내는 괴력을 발휘하며 역올킬을 달성했다.
- 1set - 김재훈 승 - 유준희 패
- 2set - 김재훈 승 - 차명환 패
- 3set - 김재훈 승 - 유병준 패
- 4set - 김재훈 패 - 송병구 승
- 5set - 염보성 패 - 송병구 승
- 6set - 고석현 패 - 송병구 승
- 7set - 박수범 패 - 송병구 승

### 유저의 취향 출연
MBC 게임의 프로그램인 유저의 취향에 2011년 8월부터 추석특집까지 출연하였다. MBC 게임의 중계진인 박상현, 유대현과 함께 진행을 맡았으며, 멋진 스타 실력과, 재미있는 입담으로 시청자들에게 인기를 끌었다. 커뮤니티 사이트에서는 '예능왕 송병구답다.'라고 평가 받고 있다.

### 2012~13년의 송병구
송병구는 SK플래닛 프로리그에서 무려 13승 5패를 거두며 프로토스 다승 1위, 전체 다승 공동 2위에 올랐다.
비록 팀은 접전끝에 아쉽게 플레이오프에 그쳤고 결승전 진출이 좌절됐지만 송병구는 2012년에 들어서며 자유의 날개와 병행된 프로리그에서 잘 적응하는 모습을 보여주며
2012년 SK플래닛이 주최하는 프로리그에서 통합 26승 11패로 전체 다승 3위, 프로토스중 1위로 뛰어난 실력을 보여줬고 팀의 포스트 시즌 진출에 큰 기여를 해내며 여전히 정상급 선수라는걸 증명했다.
하지만 자유의 날개로 전환한 옥션 스타리그에서는 14연속 연속 진출 대기록 달성에 실패함으로써 그 기록을 이영호에게 넘겨줘야 했다.
송병구는 자유의 날개와 병행한 첫 프로리그에서는 좋은 출발을 보여줬지만 스타리그에서는 14연속 진출 대기록에 실패를 하면서 좋은 분위기를 오래 끌고가지는 못했다.
자유의 날개로 완전 전환된 12 ~ 13시즌 프로리그 전반기에서도 분위기를 반전시키지 못했고 승보다 패가 많아지게 되면서 그동안 송병구에 가려져서 빛을 보지 못한 정윤종, 김유진, 김준호등의 프로토스 선수들에게 점점 밀리게 됐다.
프로리그 후반기 리그에서 송병구는 군단의 심장으로 바뀐 자신의 첫 경기에 승리를 하면서 동시에 프로리그 200승과 스타리그 100승을 최초로 달성한 선수가 되었다.
하지만 송병구는 군단의 심장에서 시간이 지날수록 과거 스타1에서의 보여준 자신의 면모는 없어져갔으며 스타2에서는 점점 부진한 경기력을 보이며 끝없는 추락을 하였다.
스타2의 전환은 이제까지의 스타판도를 완전히 뒤엎는 격변의 시작이였고 택뱅리쌍, 정명훈, 허영무라는 정상권의 선수들이 조연들과의 세대교체를 하게 되는 신호탄이었다.

### 2014년
2013년부터 2014년까지 프로리그에서 13연패까지 하는 등 송병구는 그야말로 최악의 상태였다. 이런 좋지 않은 상황에서 송병구는 2014 GSL 예선전을 뚫고 본선에 진출하였다. 본선조 배치에는 이신형, 김준호, 주성욱 등 강력한 상대들이 다소 포진되어 있었으나, 김준호를 2:1로 제압한 뒤 승자전에 진출하였고, 승자전에서는 주성욱의 한 수위 실력에 2:0으로 패하여 최종전으로 떨어졌다. 최종전에서 이신형을 이기고 올라온 김준호와 다시 맞붙었으나, 아쉽게 2:1로 패배하여 GSL 진출에는 실패하게 된다. 그러나 프로리그에서의 부진을 씻어내고, 맹활약을 보여준 송병구에게는 아직 더 기대해도 좋을 것 같은 2014년의 시작이었다.
이후 프로리그 1라운드 포스트시즌에서는 원이삭을 상대로 승리하기도 했으며 2라운드에서 김준호와 이영호를 꺾는 등 2014년 2월 프로리그 3연승을 기록, 좋은 분위기를 이끌어내고 있다. 2014년 첫 GSL 예선전도 통과하며, 송병구의 2014년은 난관없이 잘 풀려가고 있다. 특히 5월에 들어 ESTV CUP에서 우승을 하였으며 프로리그 3라운드 SK텔레콤과의 경기에서 2승을 거두며 3라운드 SK텔레콤의 전승을 막았다.
2014년 11월 13일 플레잉코치로의 전향을 공식 발표했다.

### 2016년
2016년 10월 삼성 갤럭시의 스타크래프트 II 종목 팀 해체로 무소속 신분이 되었다.
최근 아프리카로 복귀해서 BJ로 활동하고 있으며 ASL 8강까지 올라와 이제동과의 경기를 앞두고 있다.
방송에서 14년도 삼성 화이트 선수들을 공항까지 태워다 주며 '안녕 운전기사'라는 말을 들었다고 한다.

## 주요 선수들과의 경기

### 주요 라이벌

##### 김택용
송병구는 택뱅리쌍중 김택용선수에게 특히 강한 면모를 보이며 공식전에 15:7로 크게 앞서고 있으며 비공식전까지 포함해도 19:17로 앞서고 있다. 하지만 매번 결승 경기에 접전 끝에 패배하면서 실리를 챙기는 쪽은 김택용이었고 큰 경기에 약한 송병구는 우승 기부천사라는 다소 굴욕적인 별명으로 불리게 됐다. 현재 송병구 선수는 김택용 선수에게 공식전 기준으로 7연승 행진을 달리고 있다. 김택용 선수의 은퇴로 이기록은 불변이다.
- 2011년 12월 17일 SK플래닛 프로리그 11~12 시즌1 1R 삼성전자 vs SK텔레콤 1세트 송병구 승
- 2011년 10월 9일 IEF 2011 결승전 5경기 김택용 승
- 2011년 10월 9일 IEF 2011 결승전 4경기 송병구 승
- 2011년 10월 9일 IEF 2011 결승전 3경기 김택용 승
- 2011년 10월 9일 IEF 2011 결승전 2경기 김택용 승
- 2011년 10월 9일 IEF 2011 결승전 1경기 송병구 승
- 2011년 2월 28일 신한은행 프로리그 10~11 4R 삼성전자 vs SK텔레콤 5세트 송병구 승
- 2011년 1월 30일 신한은행 프로리그 10~11 3R 삼성전자 vs SK텔레콤 6세트 송병구 승
- 2011년 1월 13일 피디팝 2010 16강 H조 2경기 송병구 승
- 2011년 1월 6일 피디팝 2010 16강 H조 1경기 송병구 승
- 2010년 10월 30일 IEF 2010 결승전 3경기 김택용 승
- 2010년 10월 30일 IEF 2010 결승전 2경기 김택용 승
- 2010년 10월 30일 IEF 2010 결승전 1경기 송병구 승
- 2009년 12월 14일 신한은행 프로리그 09~10 2R 삼성전자 vs SKT 5세트 송병구 승
- 2009년 8월 30일 WCG 2009 대표선발전 결승전 2경기 김택용 승
- 2009년 8월 30일 WCG 2009 대표선발전 결승전 1경기 김택용 승
- 2009년 6월 10일 신한은행 프로리그 08~09 5R SKT vs 삼성전자 4세트 송병구 승
- 2009년 2월 4일 바투 08~09 16강 A조 1경기 김택용 승
- 2008년 12월 20일 신한은행 프로리그 08~09 2R 삼성전자 vs SKT 김택용 승
- 2008년 12월 7일 IEF 2008 결승전 3경기 김택용 승
- 2008년 12월 7일 IEF 2008 결승전 2경기 송병구 승
- 2008년 12월 7일 IEF 2008 결승전 1경기 김택용 승
- 2008년 10월 10일 인크루트 2008 8강 D조 3경기 송병구 승
- 2008년 10월 10일 인크루트 2008 8강 D조 2경기 김택용 승
- 2008년 10월 3일 인크루트 2008 8강 D조 1경기 송병구 승
- 2008년 8월 12일 경남 STX컵 마스터즈 2008 준플레이오프 SKT vs 삼성전자 1세트 김택용 승
- 2008년 6월 24일 신한은행 프로리그 2008 SKT vs 삼성 4세트 김택용 승
- 2007년 12월 14일 EVER 2007 4강 B조 3경기 송병구 승
- 2007년 12월 14일 EVER 2007 4강 B조 2경기 송병구 승
- 2007년 12월 14일 EVER 2007 4강 B조 1경기 송병구 승
- 2007년 7월 14일 곰TV 2007 2nd 결승전 5경기 김택용 승
- 2007년 7월 14일 곰TV 2007 2nd 결승전 4경기 송병구 승
- 2007년 7월 14일 곰TV 2007 2nd 결승전 3경기 김택용 승
- 2007년 7월 14일 곰TV 2007 2nd 결승전 2경기 송병구 승
- 2007년 7월 14일 곰TV 2007 2nd 결승전 1경기 김택용 승
- 2007년 5월 21일 신한은행 프로리그 2007 전기리그 삼성 VS MBC게임 2세트 송병구 승

#### 이제동
대 토스전에 굉장히 강한 이제동에게 송병구는10:9로 (공식전) 앞서갈 정도로 이제동에게 강했지만 다전제에서는 밀리는 모습을 보여줬다
- 2013년 4월 30일 SK플래닛 스타2 프로리그 12-13 4R 삼성전자 vs EG-TL 3세트 이제동 승
- 2011년 3월 5일 신한은행 프로리그 10~11 4R 화승 vs 삼성전자 2세트 이제동 승
- 2011년 1월 12일 신한은행 프로리그 10~11 3R 삼성전자 vs 화승 6세트 송병구 승
- 2010년 11월 6일 신한은행 프로리그 10~11 1R 삼성전자 vs 화승 7세트 송병구 승
- 2010년 9월 1일 대한항공 2010 2nd 4강 A조 5경기 이제동 승
- 2010년 9월 1일 대한항공 2010 2nd 4강 A조 4경기 이제동 승
- 2010년 9월 1일 대한항공 2010 2nd 4강 A조 3경기 송병구 승
- 2010년 9월 1일 대한항공 2010 2nd 4강 A조 2경기 송병구 승
- 2010년 9월 1일 대한항공 2010 2nd 4강 A조 1경기 이제동 승
- 2010년 2월 20일 신한은행 프로리그 09~10 3R 삼성전자 vs 화승 7세트 송병구 승
- 2009년 11월 15일 WCG 2009 결승전 3경기 이제동 승
- 2009년 11월 15일 WCG 2009 결승전 2경기 송병구 승
- 2009년 11월 15일 WCG 2009 결승전 1경기 이제동 승
- 2009년 8월 29일 WCG 2009 대표선발전 4강 2경기 송병구 승
- 2009년 8월 29일 WCG 2009 대표선발전 4강 1경기 송병구 승
- 2009년 7월 4일 신한은행 프로리그 08~09 5R 삼성전자 vs 화승 3세트 송병구 승
- 2009년 3월 13일 바투 08~09 8강 D조 3경기 이제동 승
- 2009년 3월 13일 바투 08~09 8강 D조 2경기 이제동 승
- 2009년 3월 6일 바투 08~09 8강 D조 1경기 송병구 승
- 2008년 11월 8일 WCG 2008 8강 3경기 송병구 승
- 2008년 11월 8일 WCG 2008 8강 2경기 송병구 승
- 2008년 11월 8일 WCG 2008 8강 1경기 이제동 승
- 2008년 8월 17일 WCG 2008 대표선발전 결승전 2경기 이제동 승
- 2008년 8월 17일 WCG 2008 대표선발전 결승전 1경기 이제동 승
- 2007년 12월 22일 EVER 2007 결승전 4경기 이제동 승
- 2007년 12월 22일 EVER 2007 결승전 3경기 이제동 승
- 2007년 12월 22일 EVER 2007 결승전 2경기 이제동 승
- 2007년 12월 22일 EVER 2007 결승전 1경기 송병구 승
- 2007년 11월 2일 EVER 2007 16강 C조 5경기 송병구 승
- 2007년 8월 11일 e스타즈 월드토너먼트 8강 3경기 이제동 승
- 2007년 8월 11일 스타즈 월드토너먼트 8강 2경기 이제동 승
- 2007년 8월 11일 e스타즈 월드토너먼트 8강 1경기 송병구 승
- 2007년 4월 28일 신한은행 프로리그 2007 전기리그 삼성 VS 르까프 5세트 송병구 승
- 2007년 1월 27일 제4회 Super Fight e스포츠 12강 D조 송병구 승

#### 이영호
최종병기 이영호와의 상대전적은 공식전만으론 11:10으로 앞서나 비공식전까지 합치면 13:16으로 밀린다. 두 선수는 개인리그에서 자주 만났는데, 다음 스타리그 2007, 에버 스타리그 2007에서는 모두 송병구가 승리했지만, 박카스 스타리그 2008에서의 이영호의 우승을 시작으로 이영호의 시대를 알리면서 테란전에 정말 강한 송병구마저 본좌 모드로 돌입한 이영호한테는 역부족이었다. 계속 만나도 패배가 훨씬 많았지만, 이긴 적도 몇번 있다.
- 2007년 7월 18일 다음 스타리그 2007 3, 4위전 1경기 송병구 승
- 2007년 7월 18일 다음 스타리그 2007 3, 4위전 2경기 송병구 승
- 2007년 7월 18일 다음 스타리그 2007 3, 4위전 3경기 송병구 승
- 2007년 11월 23일 에버 스타리그 2007 8강 D조 1경기 송병구 승
- 2007년 11월 30일 에버 스타리그 2007 8강 D조 2경기 이영호 승
- 2007년 11월 30일 에버 스타리그 2007 8강 D조 3경기 송병구 승
- 2008년 2월 1일 박카스 스타리그 2008 16강 B조 6경기 송병구 승
- 2008년 3월 1일 곰TV 스타 인비테이셔널 결승전 1경기 이영호 승
- 2008년 3월 1일 곰TV 스타 인비테이셔널 결승전 2경기 송병구 승
- 2008년 3월 1일 곰TV 스타 인비테이셔널 결승전 3경기 송병구 승
- 2008년 3월 1일 곰TV 스타 인비테이셔널 결승전 4경기 이영호 승
- 2008년 3월 1일 곰TV 스타 인비테이셔널 결승전 5경기 이영호 승
- 2008년 3월 15일 박카스 스타리그 2008 결승전 1경기 이영호 승
- 2008년 3월 15일 박카스 스타리그 2008 결승전 2경기 이영호 승
- 2008년 3월 15일 박카스 스타리그 2008 결승전 3경기 이영호 승
- 2008년 12월 14일 신한은행 프로리그 08-09 2라운드 삼성전자 vs KTF 1세트 송병구 승
- 2009년 3월 30일 올스타 종족 최강전 프로토스 vs 테란 4세트 이영호 승
- 2009년 5월 18일 신한은행 프로리그 08-09 4라운드 KTF vs 삼성전자 3세트 송병구 승
- 2009년 12월 2일 에버 스타리그 2009 16강 D조 3경기 송병구 승
- 2010년 1월 4일 신한은행 프로리그 09-10 2라운드 삼성전자 vs KT 5세트 이영호 승
- 2010년 2월 23일 신한은행 프로리그 09-10 3라운드 삼성전자 vs KT 3세트 이영호 승
- 2010년 11월 1일 신한은행 프로리그 10-11 1라운드 KT vs 삼성전자 2세트 이영호 승
- 2011년 2월 15일 신한은행 프로리그 10-11 3라운드 KT vs 삼성전자 4세트 송병구 승
- 2011년 3월 13일 신한은행 프로리그 10-11 4라운드 삼성전자 vs KT 7세트 이영호 승
- 2011년 7월 22일 진에어 스타리그 2011 16강 B조 4경기 이영호 승
- 2012년 2월 11일 SK플래닛 프로리그 11-12 시즌1 2라운드 삼성전자 vs KT 4세트 이영호 승
- 2012년 6월 9일 MLG 스프링 챔피언십 인비테이셔널 1세트 이영호 승
- 2012년 6월 9일 MLG 스프링 챔피언십 인비테이셔널 2세트 이영호 승
- 2014년 2월 25일 SK텔레콤 스타크래프트 II 프로리그 2014 2라운드 삼성 vs KT 4세트 송병구 승
- 2014년 4월 15일 SK텔레콤 스타크래프트 II 프로리그 2014 3라운드 삼성 vs KT 4세트 이영호 승

#### 정명훈
송병구선수는 정명훈선수와 인연이 깊은 편이다. 송병구가 만년2등이라는 꼬리표를 떼고 우승했을 때의 상대는 정명훈이였으며 반대로 정명훈도 2인자의 꼬리표를 떼고 우승했을 때의 상대는 송병구였다. 공식전 10승 8패로 조금 앞서있다.
- 2013년 1월 22일 SK플래닛 스타2 프로리그 12-13 2R 삼성전자 vs SK텔레콤 3세트 송병구 승
- 2012년 12월 24일 SK플래닛 스타2 프로리그 12-13 1R SK텔레콤 vs 삼성전자 1세트 송병구 승
- 2012년 6월 3일 SK플래닛 프로리그 시즌2 1R 삼성전자 vs SK텔레콤 5세트 송병구 승
- 2012년 1월 29일 SK플래닛 프로리그 11~12 2R 삼성전자 vs SK텔레콤 3세트 정명훈 승
- 2011년 5월 8일 신한은행 프로리그 10~11 5R SK텔레콤 vs 삼성전자 7세트 정명훈 승
- 2011년 1월 30일 신한은행 프로리그 10~11 3R 삼성전자 vs SK텔레콤 7세트 송병구 승
- 2011년 1월 29일 박카스 2010 결승 3경기 정명훈 승
- 2011년 1월 29일 박카스 2010 결승 2경기 정명훈 승
- 2011년 1월 29일 박카스 2010 결승 1경기 정명훈 승
- 2010년 7월 28일 대한항공 2010 2nd 16강 D조 1경기 송병구 승
- 2010년 1월 25일 신한은행 프로리그 09~10 3R 삼성전자 vs SKT 6세트 송병구 승
- 2009년 7월 10일 박카스 스타리그 2009 16강 B조 6경기 정명훈 승
- 2008년 11월 1일 인크루트 2008 결승전 5경기 송병구 승
- 2008년 11월 1일 인크루트 2008 결승전 4경기 정명훈 승
- 2008년 11월 1일 인크루트 2008 결승전 3경기 정명훈 승
- 2008년 11월 1일 인크루트 2008 결승전 2경기 송병구 승
- 2008년 11월 1일 인크루트 2008 결승전 1경기 송병구 승
- 2008년 9월 17일 인크루트 2008 16강 D조 3경기 송병구 승

### 테란

#### 한동욱, 서지훈, 전상욱, 임요환
한동욱
뛰어난 테란전 실력을 선보이는 송병구는 여러 테란 선수들에게 강세를 보이는데, 그중에는 한동욱이 있다. 상대전적 공식전만으로는 3:0으로 강세. 비공식전까지 합치면 5:0으로 더 강세다. 한동욱이 은퇴하면서 이제 둘은 더 이상 만날 일이 없다.
- 2004년 12월 10일 사이온 2004 3차 챌린지 D조 9강 1경기 송병구 승
- 2004년 12월 10일 사이온 2004 3차 챌린지 D조 9강 2경기 송병구 승
- 2005년 5월 23일 SKY 프로리그 2005 전기리그 1라운드 KOR vs 삼성전자 3세트 송병구 승
- 2007년 6월 15일 다음 스타리그 2007 16강 D조 6경기 송병구 승
- 2007년 11월 14일 신한은행 프로리그 2007 후기리그 1라운드 위메이드 vs 삼성전자 4세트 송병구 승

서지훈
서지훈에게는 강세를 보인다. 상대전적 4:2로 앞서 있다. 서지훈의 은퇴로 둘은 이제 더 만날 일이 없다.
- 2005년 1월 11일 Cyon 2004 3차 챌린지 E조 3경기 송병구 승
- 2005년 4월 29일 에버 스타리그 2005 16강 D조 4경기 송병구 승
- 2005년 5월 15일 에버 스타리그 2005 16강 D조 재경기 3경기 서지훈 승
- 2005년 10월 2일 KTF 비기 코리아 e스포츠 2005 4강 삼성전자 vs G.O 5세트 송병구 승
- 2006년 1월 4일 SKY 프로리그 2005 후기리그 준플레이오프 1세트 서지훈 승
- 2007년 6월 14일 곰TV MSL 시즌2 16강 와일드카드전 7경기 송병구 승

전상욱
테란전 최강자 송병구는 전상욱에게는 매우 약세를 보여왔다. 상대전적은 3:7로 밀려있다. 전상욱이 은퇴하면서 둘은 더 이상 만날 기회가 없다.
- 2005년 10월 25일 SKY 프로리그 2005 후기리그 SKT vs 삼성전자 1세트 전상욱 승
- 2005년 11월 26일 MBC Movies배 서바이버 메이저진출전 1경기 전상욱 승
- 2005년 11월 26일 MBC Movies배 서바이버 메이저진출전 2경기 송병구 승
- 2005년 11월 26일 MBC Movies배 서바이버 메이저진출전 3경기 전상욱 승
- 2005년 11월 30일 SKY 프로리그 2005 후기리그 SKT vs 삼성전자 1세트 전상욱 승
- 2006년 4월 28일 신한은행 스타리그 2006 시즌1 24강 F조 4경기 전상욱 승
- 2006년 5월 10일 신한은행 스타리그 2006 시즌1 24강 F조 재경기 1경기 송병구 승
- 2006년 11월 12일 SKY 프로리그 2006 후기리그 삼성전자 vs SKT 4세트 전상욱 승
- 2008년 6월 24일 신한은행 프로리그 2008 2라운드 SKT vs 삼성전자 5세트 전상욱 승
- 2010년 5월 25일 신한은행 프로리그 09-10 4라운드 삼성전자 vs 위메이드 3세트 송병구 승

임요환
송병구 선수는 임요환선수에게 상대전적 4:1로 크게 앞서고 있지만 자신의 첫 패배가 임요환의 개인통산 스타리그 100승의 제물이 됐었던 아픈 기억이 있다.
- 2008년 4월 16일 신한은행 프로리그 2008 1라운드 공군 vs 삼성전자 4세트 송병구 승
- 2007년 10월 13일 신한은행 프로리그 2007 후기리그 1라운드 공군 vs 삼성전자 1세트 송병구 승
- 2007년 6월 26일 신한은행 프로리그 2007 전기리그 2라운드 공군 vs 삼성전자 4세트 송병구 승
- 2006년 4월 29일 SKY 프로리그 2006 전기리그 삼성전자 vs SKT 5세트 송병구 승
- 2005년 12월 16일 신한은행 스타리그 05~06 16강 B조 2경기 임요환 승

#### 염보성, 박지수, 이재호, 이성은
염보성
송병구만 만나면 한없이 작아지던 염보성은 2008년 9월 6일 신한은행 올스타전경기에서 마침내 자신의 천적 송병구를 물리치며 승리소감으로 "엄마 나 병구형 이겼어!" 라고 인터뷰하며 그동안의 한을 조금은 씻어낼 수 있었다. 그 경기는 송병구와의 천적관계를 조금은 극복하는 발판이 되면서 이후 계속된 대결에서도 일방적으로 밀리지 않게 됐다. 하지만 상대전적은 공식전에서 14:6, 비공식전 포함 전적으로는 18:7로 여전히 송병구가 크게 이기고 있다. 현재 염보성은 은퇴를 했고 둘의 대결은 볼 수 없게 됐다.
- 2011년 2월 21일 신한은행 프로리그 10~11 4R 삼성전자 vs MBC게임 2세트 염보성 승
- 2011년 1월 16일 신한은행 프로리그 10~11 3R 삼성전자 vs MBC게임 5세트 송병구 승
- 2010년 12월 15일 박카스 2010 16강 C조 3경기 송병구 승
- 2010년 8월 27일 대한항공 2010 2nd 8강 B조 2경기 송병구 승
- 2010년 8월 20일 대한항공 2010 2nd 8강 B조 1경기 송병구 승
- 2010년 6월 10일 Bigfile MSL 서바이버 토너먼트 2010 5조 3경기 염보성 승
- 2010년 2월 28일 신한은행 프로리그 09~10 3R 삼성전자 vs MBC게임 1세트 송병구 승
- 2009년 11월 30일 신한은행 프로리그 09~10 1R MBC게임 vs 삼성전자 4세트 염보성 승
- 2009년 5월 9일 신한은행 프로리그 08~09 4R MBC게임 vs 삼성 3세트 송병구 승
- 2009년 2월 16일 신한은행 프로리그 08~09 3R 삼성 vs MBC게임 2세트 염보성 승
- 2009년 1월 11일 신한은행 프로리그 08~09 2R 삼성 vs MBC게임 3세트 염보성 승
- 2008년 10월 2일 클럽데이 온라인 2008 32강 E조 5경기 송병구 승
- 2008년 9월 24일 인크루트 2008 16강 D조 5경기 송병구 승
- 2008년 9월 6일 신한은행 프로리그 2008 올스타전 열정 vs 도전 4세트 염보성 승
- 2008년 6월 29일 블리자드 월드와이드 인비테이셔널 결승전 2경기 송병구 승
- 2008년 6월 29일 블리자드 월드와이드 인비테이셔널 결승전 1경기 송병구 승
- 2008년 5월 11일 신한은행 프로리그 2008 삼성전자 vs MBC게임 4세트 송병구 승
- 2008년 2월 25일 곰TV 스타 인비테이셔널 8강 D조 2경기 송병구 승
- 2008년 2월 25일 곰TV 스타 인비테이셔널 8강 D조 1경기 송병구 승
- 2007년 5월 19일 곰TV 2007 2nd 32강 E조 3경기 송병구 승
- 2005년 12월 10일 MBC Movies배 서바이버 조별최종전 3경기 송병구 승
- 2005년 12월 10일 MBC Movies배 서바이버 조별최종전 2경기 염보성 승
- 2005년 12월 10일 MBC Movies배 서바이버 조별최종전 1경기 송병구 승
- 2005년 11월 5일 MBC Movies배 서바이버 H조 재경기 2경기 송병구 승
- 2005년 10월 8일 MBC Movies배 서바이버 H조 2경기 송병구 승

박지수
은퇴한 박지수에게는 크게 앞서 있다. 두선수는 공식전에서는 9차례, 비공식전까지 합쳐서는 11차례 만났는데, 프로리그에서만 1차례를 만났고 나머지 공식전 8번 및 비공식전까지 합쳐서 10번은 개인리그 및 비공식전에서만 만났다. 상대전적에서 공식전만으로는 7:2, 비공식전까지 합치면 9:2로 앞서 있는데, 박지수가 스타크래프트2로 넘어와서 국내 활동을 전혀 하지 않고 있어서, 송병구의 해외대회가 아니고서는 맞설 기회가 없다. 따라서 전적 변화 가능성은 있으나 힘들어 보인다.
- 2007년 10월 23일 신한은행 프로리그 2007 후기리그 1라운드 르까프 vs 삼성전자 1세트 박지수 승
- 2008년 8월 14일 WCG 2008 대표선발전 8강 1경기 송병구 승
- 2008년 8월 14일 WCG 2008 대표선발전 8강 2경기 송병구 승
- 2008년 10월 18일 클럽데이 온라인 MSL 2008 16강 A조 1경기 송병구 승
- 2008년 10월 25일 클럽데이 온라인 MSL 2008 16강 A조 2경기 박지수 승
- 2008년 10월 25일 클럽데이 온라인 MSL 2008 16강 A조 3경기 송병구 승
- 2009년 1월 29일 로스트사가 MSL 2009 32강 H조 1경기 송병구 승
- 2009년 3월 7일 로스트사가 MSL 2009 8강 D조 1경기 송병구 승
- 2009년 3월 7일 로스트사가 MSL 2009 8강 D조 2경기 송병구 승
- 2009년 3월 7일 로스트사가 MSL 2009 8강 D조 3경기 송병구 승
- 2009년 10월 22일 2009 서바이버 토너먼트 시즌2 7조 승자전 송병구 승

이재호
프로토스전이 약한 이재호에게도 크게 앞서 있다. 하지만 한번은 역대 전적 전승이 프로리그에서 끊긴 적도 있었다. 그러나 6개월 뒤 설욕했으나, 1년 뒤 또 재설욕당했다. 그러나 며칠뒤 또 송병구가 재설욕했다. 상대전적은 8:2로 완벽하게 앞서있다.
- 2007년 6월 14일 곰TV MSL 시즌2 16강 와일드카드전 2경기 송병구 승
- 2008년 8월 23일 15차 서바이버 토너먼트 12조 승자전 송병구 승
- 2010년 4월 18일 신한은행 프로리그 09-10 4라운드 삼성전자 vs MBC게임 2세트 송병구 승
- 2010년 10월 20일 신한은행 프로리그 10-11 1라운드 MBC게임 vs 삼성전자 4세트 송병구 승
- 2010년 12월 23일 피디팝 MSL 2010 32강 D조 1경기 송병구 승
- 2010년 12월 23일 피디팝 MSL 2010 32강 D조 최종전 송병구 승
- 2011년 6월 19일 신한은행 프로리그 10-11 6라운드 웅진 vs 삼성전자 4세트 이재호 승
- 2012년 2월 4일 SK플래닛 프로리그 11-12 시즌1 2라운드 웅진 vs 삼성전자 3세트 송병구 승
- 2013년 1월 1일 SK플래닛 스타크래프트 II 프로리그 12-13 1라운드 웅진 vs 삼성전자 3세트 이재호 승
- 2013년 1월 7일 SK플래닛 스타크래프트 II 프로리그 12-13 2라운드 삼성전자 vs 웅진 1세트 송병구 승

이성은
함께 한솥밥을 먹기도 했던 이성은에게는 강한 모습을 보인다. 프로리그에서는 한차례만 만났고, 나머지 8번은 개인리그와 비공식전의 전적인데, 상대전적 공식전만으로 6:2, 비공식전까지 합쳐서 7:5로 앞서 있다. 여담으로 비공식전에서 맞붙었을 때 경기는 올스타전이었는데, 이성은은 저그로 맞붙었었고, 송병구는 주종인 토스였다. 그 후 스타리그 2012 시즌2 예선 4강에서는 이성은에 1:2로 패했다. 참고로 스타1에서 테란이 주종인 이성은은 스타2에서는 프로토스다. 이성은이 은퇴해서 이 전적은 그대로 이어진다.
- 2007년 7월 5일 곰TV MSL 시즌2 4강 A조 1경기 송병구 승
- 2007년 7월 5일 곰TV MSL 시즌2 4강 A조 2경기 송병구 승
- 2007년 7월 5일 곰TV MSL 시즌2 4강 A조 3경기 이성은 승
- 2007년 7월 5일 곰TV MSL 시즌2 4강 A조 4경기 이성은 승
- 2007년 7월 5일 곰TV MSL 시즌2 4강 A조 5경기 송병구 승
- 2010년 11월 14일 신한은행 프로리그 10-11 1라운드 삼성전자 vs 공군 3세트 송병구 승
- 2011년 4월 14일 ABC마트 MSL 2011 32강 E조 1경기 송병구 승
- 2011년 4월 14일 ABC마트 MSL 2011 32강 E조 최종전 송병구 승
- 2011년 4월 17일 신한은행 프로리그 10-11 올스타전 열정 vs 도전 1세트 이성은 승
- 2012년 7월 19일 스타리그 2012 시즌2 예선 B조 4강 1경기 이성은 승
- 2012년 7월 19일 스타리그 2012 시즌2 예선 B조 4강 2경기 송병구 승
- 2012년 7월 19일 스타리그 2012 시즌2 예선 B조 4강 3경기 이성은 승

#### 구성훈, 박성균, 조병세
구성훈
구성훈과의 전적은 공식전만으로 3:5로 밀려 있다. 역대 프로토스 선수중 테란을 가장 잘 잡았던 송병구였으나 전상욱과 구성훈에게는 유독 약한 모습을 보여주었다.
- 2007년 12월 6일 곰TV 시즌4 서바이버 토너먼트 4조 1경기 송병구 승
- 2008년 4월 30일 신한은행 프로리그 2008 1라운드 삼성전자 vs 르까프 2세트 구성훈 승
- 2008년 6월 21일 신한은행 프로리그 2008 2라운드 르까프 vs 삼성전자 1세트 구성훈 승
- 2009년 3월 3일 신한은행 프로리그 08-09 3라운드 화승 vs 삼성전자 3세트 구성훈 승
- 2010년 1월 16일 신한은행 프로리그 09-10 2라운드 삼성전자 vs 화승 5세트 구성훈 승
- 2010년 12월 31일 박카스 스타리그 2010 8강 D조 1경기 송병구 승
- 2011년 1월 7일 박카스 스타리그 2010 8강 D조 2경기 구성훈 승
- 2011년 1월 7일 박카스 스타리그 2010 8강 D조 3경기 송병구 승

박성균
송병구 선수는 박성균선수에게 크게 앞서있다. 공식전만으론 6:2, 비공식전까지 합치면 7:4로 앞서고 있다.
- 2011년 6월 27일 신한은행 프로리그 10-11 6R 삼성전자 vs 위메이드 3세트 박성균 승
- 2001년 5월 16일 신한은행 프로리그 10-11 5R 위메이드 vs 삼성전자 5세트 송병구 승
- 2011년 4월 14일 ABC마트 MSL 2011 E조 3경기 박성균 승
- 2011년 3월 19일 신한은행 프로리그 10-11 4라운드 위메이드 vs 삼성전자 3세트 송병구 승
- 2010년 12월 26일 박카스 2010 16강 C조 재경기 1경기 송병구 승
- 2010년 12월 8일 박카스 2010 16강 C조 1경기 송병구 승
- 2009년 2월 1일 신한은행 프로리그 08-09 3라운드 위메이드 vs 삼성전자 5세트 송병구 승
- 2008년 10월 20일 신한은행 프로리그 08-09 1라운드 삼성전자 vs 위메이드 2세트 송병구 승
- 2008년 4월 6일 TG삼보-인텔 클래식 특별전 4강 A조 3경기 박성균 승
- 2008년 4월 6일 TG삼보-인텔 클래식 특별전 4강 A조 2경기 송병구 승
- 2008년 4월 6일 TG삼보-인텔 클래식 특별전 4강 A조 1경기 박성균 승

조병세
조병세에게는 강한 모습이다. 상대전적 4:0으로 앞서있다.
- 2009년 7월 26일 신한은행 프로리그 08-09 준플레이오프 2차전 CJ vs 삼성전자 1세트 송병구 승
- 2010년 7월 9일 대한항공 스타리그 2010 시즌2 36강 K조 2차전 1경기 송병구 승
- 2010년 7월 9일 대한항공 스타리그 2010 시즌2 36강 K조 2차전 2경기 송병구 승
- 2012년 7월 10일 SK플래닛 프로리그 11-12 시즌2 2라운드 삼성전자 vs CJ 후반전 1세트 송병구 승

### 저그

#### 홍진호, 박성준
홍진호
송병구가 ‘대형신인’으로 주목받던 시절 유독 홍진호에게는 약한 모습이었다. 데뷔 당시 송병구는 CYON 챌린지 리그에서 우승을 차지하여 차기 스타리그에 4번 시드로 직행하게 되었는데, 결승전 후 인터뷰에서 “우승자 출신 선수를 지명하겠다”고 밝혔지만 정작 EVER 2005 스타리그에서 준우승 이력만 가진 홍진호를 지명했다. 이후 펼쳐진 16강에서는 송병구는 홍진호에게 패배를 당하게 되며, 16강 재경기에서도 홍진호에게 패배를 당하게 된다. 또, 홍진호는 신한은행 스타리그 2006 Season 1 24강에서 송병구를 제압하고, 이 대회에서 3위의 성적을 기록하기도 했었다. 하지만, 송병구는 직후 진행된 2006 3차 듀얼토너먼트 F조 패자전에서 홍진호를 제압하면서, 이 패배로 홍진호는 예선으로 추락했고 지금까지 본선에 진출하지 못하고 있는 상태이다.
이후 송병구가 곰TV MSL 시즌2에서 김택용에게 3-2 패, EVER 스타리그 2007에서 이제동에게 3-1 패, 박카스 스타리그 2008에서 이영호에게 3-0 패를 당하며 홍진호의 콩라인의 후계자로서 각광을 받고 있었다. 그러나 인크루트 스타리그 2008에서 SK텔레콤 T1 소속의 로열로더 후보였던 테란 정명훈을 3-2로 꺾고 우승하면서 콩라인을 탈출하며, 홍진호와 송병구의 싸움은 콩라인의 도망자를 처벌하는 전쟁으로 격상했다.
2009년 5월 12일 송병구는 894일 만에 펼친 홍진호와의 맞대결에서 승리를 다시 거두었다. 2009년 7월 7일 08-09 프로리그 5라운드 6주차 삼성전자-공군의 에이스결정전에서 송병구가 홍진호를 상대로 또 한번의 승리를 거두었다.
상대전적은 4:4로 홍진호와 서로 동률이다. 홍진호가 프로게이머 은퇴를 선언함으로 전적은 동률로 남게 되었다.
- 2005년 4월 15일 에버 스타리그 2005 16강 D조 2경기 홍진호 승
- 2005년 5월 15일 에버 스타리그 2005 16강 D조 재경기 2경기 홍진호 승
- 2005년 10월 22일 MBC Movies배 서바이버 H조 3경기 홍진호 승
- 2005년 11월 5일 MBC Movies배 서바이버 H조 재경기 3경기 송병구 승
- 2006년 5월 3일 신한은행 스타리그 2006 시즌1 24강 F조 5경기 홍진호 승
- 2006년 12월 1일 신한은행 스타리그 2006 시즌3 듀얼토너먼트 F조 패자전 송병구 승
- 2009년 5월 12일 신한은행 프로리그 08-09 4라운드 공군 vs 삼성전자 1세트 송병구 승
- 2009년 7월 7일 신한은행 프로리그 08-09 5라운드 삼성전자 vs 공군 5세트 송병구 승

박성준
투신 박성준은 프로토스전이 꽤나 강력한데, 여러 프로토스 선수들을 상대로 강세였고, 송병구를 상대로도 꽤 강세였다. 상대전적은 공식전만으로는 2:5로 열세. 그러나 비공식전까지 합치면 7:6으로 우세하다. 비공식전만 보면 송병구가 5:1로 우세. 박성준이 스타2로 전향하면서 이제 두선수는 더 이상 만날 기회가 없을 것 같았으나, e스포츠가 스타2로 종목 전환을 하면서 다시 만날 가능성이 생겼다.
- 2005년 6월 6일 SKY 프로리그 2005 전기리그 1라운드 삼성전자 vs POS 1세트 박성준 승
- 2005년 6월 6일 SKY 프로리그 2005 전기리그 1라운드 삼성전자 vs POS 5세트 박성준 승
- 2006년 1월 6일 신한은행 스타리그 2005 16강 B조 5경기 박성준 승
- 2007년 8월 11일 e스타즈 월드토너먼트 16강 1경기 송병구 승
- 2007년 8월 11일 e스타즈 월드토너먼트 16강 2경기 송병구 승
- 2007년 8월 17일 WCG 2007 최종 대표선발전 8강 B조 1경기 박성준 승
- 2007년 8월 17일 WCG 2007 최종 대표선발전 8강 B조 2경기 송병구 승
- 2007년 8월 17일 WCG 2007 최종 대표선발전 8강 B조 3경기 송병구 승
- 2007년 12월 4일 신한은행 프로리그 2007 후기리그 2라운드 SKT vs 삼성전자 4세트 송병구 승
- 2009년 2월 18일 바투 스타리그 08-09 16강 A조 5경기 박성준 승
- 2009년 2월 27일 바투 스타리그 08-09 16강 A조 재경기 2경기 박성준 승
- 2009년 2월 27일 바투 스타리그 08-09 16강 A조 재재경기 2경기 송병구 승
- 2009년 3월 23일 올스타 종족 최강전 저그 vs 프로토스 3세트 송병구 승

#### 김준영, 임동혁, 배병우, 김명운
김준영
김준영에게는 예전부터 크게 밀려 있었다. 김준영이 송병구의 천적저그라 봐도 무방할 것. 5전전패를 기록했다가, 전패를 끊었던 신한은행 프로리그 2008 2라운드 경기에서는 1시간이 넘는
접전 끝에 승리하기도 했다. 그 후 1승을 더 하기도 했다. 상대전적은 그래도 2:5로다가 열세. 김준영이 은퇴해서 이제 둘은 더 이상 만날 기회가 없다.
- 2006년 12월 1일 2006 3차 듀얼토너먼트 F조 1경기 김준영 승
- 2006년 12월 1일 2006 3차 듀얼토너먼트 F조 최종전 김준영 승
- 2007년 4월 20일 2007 1차 듀얼토너먼트 E조 승자전 김준영 승
- 2007년 5월 11일 다음 스타리그 2007 16강 D조 1경기 김준영 승
- 2007년 10월 29일 신한은행 프로리그 2007 후기리그 1라운드 한빛 vs 삼성전자 1세트 김준영 승
- 2008년 6월 18일 신한은행 프로리그 2008 2라운드 CJ vs 삼성전자 4세트 송병구 승
- 2008년 12월 17일 신한은행 프로리그 08-09 2라운드 삼성전자 vs 웅진 1세트 송병구 승

임동혁
은퇴한 임동혁과의 전적은 공식전만으로는 2:2 동률, 비공식전까지 합치면 4:2 강세다. 임동혁은 2009년 10월 은퇴해서 더이상은 맞붙을 일이 없다.
- 2007년 1월 1일 2006 10th MBC MOVIES 서바이버 1R E조 최종전 임동혁 승
- 2007년 4월 19일 11차 MSL 서바이버 토너먼트 G조 승자전 송병구 승
- 2008년 11월 23일 TG삼보-인텔 클래식 시즌2 32강 1경기 송병구 승
- 2008년 11월 23일 TG삼보-인텔 클래식 시즌2 32강 2경기 송병구 승
- 2009년 2월 1일 신한은행 프로리그 08-09 3라운드 삼성전자 vs 위메이드 6세트 임동혁 승
- 2009년 4월 29일 신한은행 프로리그 08-09 4라운드 위메이드 vs 삼성전자 3세트 송병구 승

배병우
역시 은퇴한 배병우와의 전적은 3:0 우세. 배병우는 2010년 10월 은퇴를 했기 때문에, 다신 맞붙을 일이 없다.
- 2007년 4월 12일 2007 1차 듀얼토너먼트 48강 1경기 송병구 승
- 2007년 4월 12일 2007 1차 듀얼토너먼트 48강 2경기 송병구 승
- 2008년 5월 14일 신한은행 프로리그 2008 1라운드 삼성전자 vs KTF 4세트 송병구 승

김명운
2010년까진 프로리그에서 김명운전 2승을 하기도 하는 등 상대전적에서 4:1로 앞서 있기도 하였다. 하지만 2011년 이후부터는 김명운에 도리어 연패를 하며 상대전적이 다시 밀리며 김명운전 5연패를 하기도 했고, 다시 송병구가 김명운전 2연승을 했다가 김명운에 또 3연패 중이다. 상대전적은 6:9로 열세이다.
- 2008년 10월 15일 신한은행 프로리그 08-09 1라운드 웅진 vs 삼성전자 2세트 송병구 승
- 2009년 2월 9일 신한은행 프로리그 08-09 3라운드 웅진 vs 삼성전자 5세트 김명운 승
- 2009년 4월 11일 신한은행 프로리그 08-09 4라운드 웅진 vs 삼성전자 2세트 송병구 승
- 2009년 12월 23일 신한은행 프로리그 09-10 2라운드 삼성전자 vs 웅진 4세트 송병구 승
- 2009년 12월 23일 신한은행 프로리그 09-10 2라운드 삼성전자 vs 웅진 5세트 송병구 승
- 2011년 1월 20일 피디팝 MSL 2010 8강 C조 1경기 김명운 승
- 2011년 1월 27일 피디팝 MSL 2010 8강 C조 2경기 김명운 승
- 2011년 1월 27일 피디팝 MSL 2010 8강 C조 3경기 김명운 승
- 2011년 2월 12일 신한은행 프로리그 10-11 3라운드 웅진 vs 삼성전자 7세트 김명운 승
- 2011년 3월 15일 신한은행 프로리그 10-11 4라운드 삼성전자 vs 웅진 4세트 김명운 승
- 2011년 11월 27일 SK플래닛 프로리그 11-12 시즌1 1라운드 삼성전자 vs 웅진 3세트 송병구 승
- 2012년 3월 11일 SK플래닛 프로리그 11-12 시즌1 3라운드 삼성전자 vs 웅진 2세트 송병구 승
- 2012년 5월 26일 SK플래닛 프로리그 11-12 시즌2 1라운드 삼성전자 vs 웅진 후반 2세트 김명운 승
- 2012년 5월 29일 티빙 스타리그 2012 16강 D조 5경기 김명운 승
- 2012년 7월 1일 SK플래닛 프로리그 11-12 시즌2 2라운드 웅진 vs 삼성전자 후반전 4세트 김명운 승

#### 김정우, 신대근, 박준오, 어윤수
김정우
송병구는 CJ 엔투스의 김정우에게 약한 모습을 보였다. 상대전적은 0:5로 열세이다. 하지만 김정우의 은퇴로 이 전적은 변함없다.
- 2009년 6월 7일 신한은행 프로리그 08-09 5라운드 CJ vs 삼성전자 1세트 김정우 승
- 2009년 7월 26일 신한은행 프로리그 08-09 준플레이오프 CJ vs 삼성전자 최종 에이스결정전 김정우 승
- 2009년 12월 29일 신한은행 프로리그 09-10 2라운드 삼성전자 vs CJ 1세트 김정우 승
- 2010년 2월 2일 신한은행 프로리그 09-10 3라운드 CJ vs 삼성전자 7세트 김정우 승
- 2013년 1월 27일 SK플래닛 스타크래프트 II 프로리그 12-13 2라운드 CJ vs 삼성전자 5세트 김정우 승

신대근
신대근을 상대로도 강세인데, 4:1로 앞선다. 허영무는 그러나 공식전만으로는 1:4, 비공식전까지 합치면 1:5로 밀려 있는데(허영무는 최근에 신대근을 때려잡았다.), 특이한 점은 SK플래닛 스타크래프트 프로리그 시즌2 당시 1라운드 경기에서 같은 날 신대근이 두 프로토스 선수들을 상대로 경기를 치렀는데, 송병구는 신대근에 승리하면서 3:0이 됐지만, 허영무는 신대근에 패하면서 공식전만에서는 1:3, 비공식전까진 1:4의 전적이 되었다는 점이다. 신대근과의 전적중에 비공식전 전적은 없다. 참고로 송병구는 본래 신대근에 무패였으나, 2013년 1월에 처음으로 패했다. 그러나 2013년 4월에 다시 승리했다.
- 2009년 6월 16일 신한은행 프로리그 08-09 5라운드 삼성전자 vs 이스트로 5세트 송병구 승
- 2011년 6월 6일 신한은행 프로리그 10-11 6라운드 STX vs 삼성전자 6세트 송병구 승
- 2012년 5월 27일 SK플래닛 프로리그 11-12 시즌2 1라운드 STX vs 삼성전자 전반 2세트 송병구 승
- 2013년 1월 12일 SK플래닛 스타크래프트 II 프로리그 12-13 2라운드 삼성전자 vs STX 2세트 신대근 승
- 2013년 4월 6일 SK플래닛 스타크래프트 II 프로리그 12-13 4라운드 삼성전자 vs STX 6세트 송병구 승

박준오
제8게임단 소속이었다가 은퇴한 박준오에게는 매우 강한 모습을 보인다. 상대전적은 5:0으로 크게 앞서 있다. 박준오가 은퇴를 했기 때문에 이 전적은 무변(無變)이다.
- 2009년 11월 7일 신한은행 프로리그 09-10 1라운드 화승 vs 삼성전자 1세트 송병구 승
- 2010년 2월 20일 신한은행 프로리그 09-10 3라운드 화승 vs 삼성전자 5세트 송병구 승
- 2010년 12월 18일 신한은행 프로리그 10-11 2라운드 화승 vs 삼성전자 4세트 송병구 승
- 2011년 1월 12일 신한은행 프로리그 10-11 3라운드 삼성전자 vs 화승 4세트 송병구 승
- 2012년 4월 21일 2012 스타리그 듀얼토너먼트 C조 패자전 송병구 승

어윤수
송병구는 SK텔레콤 T1의 어윤수에게도 약한 모습을 보였다. 상대전적은 0:5로 밀리고 있다.
- 2010년 5월 31일 신한은행 프로리그 09-10 5라운드 삼성전자 vs SKT 1세트 어윤수 승
- 2011년 5월 8일 신한은행 프로리그 10-11 5라운드 SKT vs 삼성전자 6세트 어윤수 승
- 2011년 6월 14일 신한은행 프로리그 10-11 6라운드 삼성전자 vs SKT 3세트 어윤수 승
- 2012년 5월 16일 티빙 스타리그 2012 16강 D조 2경기 어윤수 승
- 2014년 7월 1일 SK텔레콤 스타크래프트 II 프로리그 2014 4라운드 SKT vs 삼성전자 2세트 어윤수 승

### 프로토스

#### 박정석, 안기효, 서기수, 도재욱
박정석
같은 스타리그 가을의전설의 토스이자 선배인 박정석과의 상대전적은 공식전 4:4로 팽팽하고 비공식 포함하면 6:5로 조금더 앞선다 총 비공식포함 10:9 로 송병구가 1경기 앞선다
안기효
안기효에게는 매우 강세이다. 상대전적 4:1 우세. 안기효가 은퇴해서 이 전적은 변함없다.
- 2005년 10월 11일 SKY 프로리그 2005 후기리그 1라운드 삼성전자 vs P&C 3세트 송병구 승
- 2005년 12월 14일 SKY 프로리그 2005 후기리그 2라운드 P&C vs 삼성전자 5세트 송병구 승
- 2007년 6월 23일 신한은행 프로리그 2007 후기리그 2라운드 팬택 vs 삼성전자 4세트 안기효 승
- 2007년 11월 14일 신한은행 프로리그 2007 후기리그 1라운드 위메이드 vs 삼성전자 5세트 송병구 승
- 2008년 1월 18일 박카스 스타리그 2008 16강 B조 2경기 송병구 승

서기수
서기수에게는 강세다. 상대전적 3:1로 앞선다. 서기수의 은퇴로 이제 둘은 만날 일이 없다.
- 2006년 10월 15일 SKY 프로리그 2006 후기리그 삼성전자 vs 이네이쳐 4세트 서기수 승
- 2007년 5월 8일 신한은행 프로리그 2007 전기리그 1라운드 삼성전자 vs 이스트로 1세트 송병구 승
- 2007년 7월 2일 신한은행 프로리그 2007 전기리그 2라운드 이스트로 vs 삼성전자 1세트 송병구 승
- 2007년 12월 11일 신한은행 프로리그 2007 후기리그 2라운드 삼성전자 vs 이스트로 1세트 송병구 승

도재욱
도재욱에게는 약간 강력하다. 송병구가 도재욱의 프로토스전 연승을 끊은 적도 있다. 상대전적 공식전만으로는 7:5, 비공식전까지 합치면 9:6으로 우세.
- 2006년 11월 15일 2006 3차 듀얼토너먼트 예선 10조 4강 1경기 도재욱 승
- 2006년 11월 15일 2006 3차 듀얼토너먼트 예선 10조 4강 2경기 송병구 승
- 2006년 11월 15일 2006 3차 듀얼토너먼트 예선 10조 4강 3경기 송병구 승
- 2008년 2월 15일 박카스 스타리그 2008 8강 D조 1경기 송병구 승
- 2008년 2월 22일 박카스 스타리그 2008 8강 D조 2경기 도재욱 승
- 2008년 2월 22일 박카스 스타리그 2008 8강 D조 3경기 송병구 승
- 2008년 5월 23일 에버 스타리그 2008 16강 B조 4경기 도재욱 승
- 2008년 10월 24일 인크루트 스타리그 2008 4강 B조 1경기 도재욱 승
- 2008년 10월 24일 인크루트 스타리그 2008 4강 B조 2경기 송병구 승
- 2008년 10월 24일 인크루트 스타리그 2008 4강 B조 3경기 송병구 승
- 2008년 10월 24일 인크루트 스타리그 2008 4강 B조 4경기 송병구 승
- 2009년 4월 22일 신한은행 프로리그 08-09 4라운드 SKT vs 삼성전자 4세트 도재욱 승
- 2009년 12월 14일 신한은행 프로리그 09-10 2라운드 삼성전자 vs SKT 2세트 송병구 승
- 2010년 11월 3일 신한은행 프로리그 10-11 1라운드 SKT vs 삼성전자 3세트 도재욱 승
- 2012년 7월 31일 SK플래닛 프로리그 11-12 시즌2 3라운드 삼성전자 vs SKT 전반전 1세트 송병구 승

#### 손찬웅, 김윤중, 진영화, 김재훈
손찬웅
손찬웅에게는 강력하다. 상대전적 공식전만으로는 3:1로 앞서 있으나 비공식전까지 합치면 6:6 타이다. 본래는 공식전만으로 3:0이었으나, 신한은행 프로리그 10-11에서 패하며 공식전에서의 전승이 끊겼다. 손찬웅은 은퇴해서 이제 둘은 더 이상 만날 일이 없다. 여담으로 비공식전만 보면 손찬웅에 3:5로 열세다.
- 2008년 7월 13일 TG삼보-인텔 클래식 시즌1 8강 1경기 손찬웅 승
- 2008년 7월 13일 TG삼보-인텔 클래식 시즌1 8강 2경기 손찬웅 승
- 2008년 8월 6일 WCG 2008 대표선발전 16강 1경기 송병구 승
- 2008년 8월 6일 WCG 2008 대표선발전 16강 2경기 송병구 승
- 2008년 9월 12일 인크루트 스타리그 2008 16강 D조 2경기 송병구 승
- 2008년 12월 28일 TG삼보-인텔 클래식 시즌2 16강 1경기 손찬웅 승
- 2008년 12월 28일 TG삼보-인텔 클래식 시즌2 16강 2경기 송병구 승
- 2008년 12월 28일 TG삼보-인텔 클래식 시즌2 16강 3경기 손찬웅 승
- 2009년 5월 24일 신한은행 프로리그 08-09 4라운드 화승 vs 삼성전자 2세트 송병구 승
- 2009년 7월 1일 박카스 스타리그 2000 16강 B조 3경기 송병구 승
- 2010년 8월 2일 경남 STX컵 마스터즈 2010 8-9위전 3세트 손찬웅 승
- 2010년 11월 6일 신한은행 프로리그 10-11 1라운드 삼성전자 vs 화승 3세트 손찬웅 승

김윤중
STX 소울 김윤중에게는 약한 모습이다. 상대전적에서 1:3으로 밀려 있다. 김윤중의 은퇴로 이 전적은 변함없다.
- 2007년 9월 18일 신한은행 프로리그 2007 후기리그 1라운드 STX vs 삼성전자 1세트 김윤중 승
- 2010년 2월 8일 신한은행 프로리그 09-10 3라운드 삼성전자 vs STX 3세트 김윤중 승
- 2010년 12월 6일 신한은행 프로리그 10-11 2라운드 삼성전자 vs STX 3세트 송병구 승
- 2011년 3월 21일 신한은행 프로리그 10-11 4라운드 STX vs 삼성전자 6세트 김윤중 승

진영화
송병구에게 강한 프로토스는 박세정 외에 진영화도 대표적이다. 진영화에게 상대전적에서 2:4로 밀려 있는데, 한때는 전패를 기록하다가 내리 2연승을 기록하기도 하였지만, 또 다시 프로리그에서 패하였다. 진영화가 사실상 은퇴를 선언하면서 이 전적은 변함없게 되었다.
- 2008년 12월 1일 신한은행 프로리그 08-09 2라운드 삼성전자 vs CJ 4세트 진영화 승
- 2009년 11월 28일 네이트 MSL 2009 32강 E조 2경기 진영화 승
- 2010년 4월 9일 대한항공 스타리그 2010 시즌1 16강 B조 4경기 진영화 승
- 2010년 10월 25일 신한은행 프로리그 10-11 1라운드 삼성전자 vs 하이트 5세트 송병구 승
- 2011년 12월 8일 SK플래닛 프로리그 11-12 시즌1 1라운드 CJ vs 삼성전자 2세트 송병구 승
- 2012년 1월 8일 SK플래닛 프로리그 11-12 시즌1 2라운드 삼성전자 vs CJ 4세트 진영화 승

김재훈
김재훈에게는 매우 강세. 상대전적 6:0으로 크게 앞서 있다.
- 2008년 11월 26일 신한은행 프로리그 08-09 1라운드 MBC게임 vs 삼성전자 3세트 송병구 승
- 2010년 11월 25일 피디팝 MSL 서바이버 토너먼트 9조 승자전 송병구 승
- 2010년 11월 27일 신한은행 프로리그 10-11 2라운드 삼성전자 vs MBC게임 7세트 송병구 승
- 2011년 1월 16일 신한은행 프로리그 10-11 3라운드 MBC게임 vs 삼성전자 4세트 송병구 승
- 2012년 2월 1일 SK플래닛 프로리그 11-12 시즌1 2라운드 제8게임단 vs 삼성전자 1세트 송병구 승
- 2012년 8월 25일 SK플래닛 프로리그 11-12 시즌2 3라운드 삼성전자 vs 제8게임단 전반전 2세트 송병구 승

#### 허영무, 이경민, 박수범, 김대엽
허영무
같은 팀의 허영무와는 자주 만나지 못했지만 한번도 이기지 못하며 0:5로 5전 전패를 기록하고 있다. 이 기록은 허영무가 은퇴함으로 기록은 변하지 않는다.
- 2009년 3월 14일 로스트사가 2009 4강 B조 3경기 허영무 승
- 2009년 3월 14일 로스트사가 2009 4강 B조 2경기 허영무 승
- 2009년 3월 14일 로스트사가 2009 4강 B조 1경기 허영무 승
- 2008년 6월 6일 EVER 2008 16강 B조 재경기 1경기 허영무 승
- 2008년 5월 16일 EVER 2008 16강 B조 2경기 허영무 승

이경민
프로토스전 승률이 높고 자주 승리하는 모습을 보이는 이경민에게 송병구는 약세를 보이고 있다. 그러나 7번째 대결에서는 이경민이 송병구의 스타리그 100승 제물이 되기도 했다. 그래도 상대전적은 3:5로 밀린다. 이경민이 은퇴하면서 이 전적은 그대로 간다.
- 2009년 4월 14일 신한은행 프로리그 08-09 4라운드 온게임넷 vs 삼성전자 1세트 이경민 승
- 2009년 11월 25일 신한은행 프로리그 09-10 2라운드 하이트 vs 삼성전자 2세트 송병구 승
- 2010년 3월 3일 신한은행 프로리그 09-10 3라운드 하이트 vs 삼성전자 4세트 이경민 승
- 2011년 1월 24일 신한은행 프로리그 10-11 3라운드 삼성전자 vs 하이트 5세트 이경민 승
- 2011년 3월 8일 신한은행 프로리그 10-11 4라운드 하이트 vs 삼성전자 5세트 이경민 승
- 2011년 5월 21일 신한은행 프로리그 10-11 5라운드 삼성전자 vs CJ 1세트 송병구 승
- 2012년 5월 22일 티빙 스타리그 2012 16강 A조 3경기 송병구 승
- 2012년 8월 7일 SK플래닛 프로리그 11-12 시즌2 3라운드 CJ vs 삼성전자 전반전 3세트 이경민 승

박수범
박수범에는 매우 강세이다. 상대전적 3:0 전승중. 박수범의 사실상 은퇴로 이 전적은 그대로 간다.
- 2009년 12월 26일 신한은행 프로리그 09-10 2라운드 삼성전자 vs MBC게임 2세트 송병구 승
- 2011년 1월 16일 신한은행 프로리그 10-11 3라운드 MBC게임 vs 삼성전자 7세트 송병구 승
- 2011년 12월 21일 SK플래닛 프로리그 11-12 시즌1 1라운드 삼성전자 vs 제8게임단 1세트 송병구 승

김대엽
김대엽은 허영무 외에도 송병구에게도 강세다. 또 송병구는 프로리그에서 김대엽에게 하루 2패를 했던 아픈 기억도 있다. 상대전적은 3:6으로 많이 밀리고 있으며 현재 김대엽에 2연패 중이다.
- 2010년 1월 4일 신한은행 프로리그 09-10 2라운드 삼성전자 vs KT 1세트 송병구 승
- 2011년 2월 15일 신한은행 프로리그 10-11 3라운드 KT vs 삼성전자 5세트 김대엽 승
- 2011년 3월 13일 신한은행 프로리그 10-11 4라운드 삼성전자 vs KT 5세트 송병구 승
- 2011년 6월 8일 신한은행 프로리그 10-11 6라운드 삼성전자 vs KT 3세트 김대엽 승
- 2011년 6월 8일 신한은행 프로리그 10-11 6라운드 삼성전자 vs KT 7세트 김대엽 승
- 2012년 3월 24일 SK플래닛 프로리그 11-12 시즌1 플레이오프 1차전 삼성전자 vs KT 7세트 김대엽 승
- 2012년 3월 25일 SK플래닛 프로리그 11-12 시즌1 플레이오프 2차전 삼성전자 vs KT 2세트 송병구 승
- 2013년 2월 4일 SK플래닛 스타크래프트 II 프로리그 12-13 3라운드 KT vs 삼성전자 1세트 김대엽 승
- 2013년 4월 13일 SK플래닛 스타크래프트 II 프로리그 12-13 4라운드 삼성전자 vs KT 5세트 김대엽 승

## 주요 기록

### 통산 전적
|             | 경기 | 승-패   | 승률  |
| ----------- | ---- | ------- | ----- |
| 대 테란     | 212  | 139–73  | 65.6% |
| 대 저그     | 209  | 112–97  | 53.6% |
| 대 프로토스 | 186  | 114–72  | 61.2% |
| 총합        | 607  | 365–242 | 60.1% |

|             | 경기 | 승-패   | 승률  |
| ----------- | ---- | ------- | ----- |
| 대 테란     | 224  | 146–78  | 68%   |
| 대 저그     | 219  | 115–104 | 52.5% |
| 대 프로토스 | 206  | 119–87  | 57.8% |
| 총합        | 649  | 380–269 | 58.6% |

### 개인리그
스타크래프트 : 메이저 개인리그 우승 1회, 준우승 4회

#### 스타크래프트
2004년 ~ 2006년
- 2004년 제7회 커리지 매치 입상
- 2005년 CYON 2004 챌린지 리그 우승
- 2005년 EVER 스타리그 2005 16강
- 2005년 2005 So1 스타리그 16강
- 2005년 신한은행 스타리그 2005 16강
- 2006년 프링글스 MSL 시즌1 16강
- 2006년 신한은행 스타리그 2006 Season 1 16강

2007년 ~ 2008년
- 2007년 2007 다음 스타리그 3위 ( 3:0 이영호)
- 2007년 곰TV MSL 시즌2 준우승 (2:3 김택용)
- 2007년 e스타즈 서울 2007 스타크래프트 256강전 8강
- 2007년 WCG 2007 그랜드 파이널 스타크래프트 부문 우승 (2:0 샤쥔춘)
- 2007년 EVER 스타리그 2007 준우승 (1:3 이제동)
- 2007년 곰TV MSL 시즌3 16강
- 2008년 곰TV 스타 인비테이셔널 준우승 (2:3 이영호)
- 2008년 박카스 스타리그 2008 준우승 (0:3 이영호)
- 2008년 EVER 스타리그 2008 16강
- 2008년 WWI 2008 스타크래프트 부문 우승 (2:0 염보성)
- 2008년 곰TV TG삼보-인텔 클래식 시즌1 8강
- 2008년 인크루트 스타리그 2008 우승 (3:2 정명훈)
- 2008년 클럽데이 온라인 MSL 2008 8강 ( 2:3 김구현)
- 2008년 곰TV TG삼보-인텔 클래식 시즌2 16강
- 2008년 WCG 2008 그랜드 파이널 스타크래프트 부문 준우승 (0:2 박찬수)
- 2008년 IEF 2008 스타크래프트 부문 준우승 (1:2 김택용)

2009년 ~ 2010년
- 2009년 BATOO 스타리그 08~09 8강 ( 1:2 이제동)
- 2009년 로스트사가 MSL 2009 3위 ( 0:3 허영무)
- 2009년 곰TV TG삼보-인텔 클래식 시즌3 64강 2R
- 2009년 박카스 스타리그 2009 16강
- 2009년 아발론 온라인 MSL 2009 32강
- 2009년 EVER 스타리그 2009 8강 ( 1:2 이영한)
- 2009년 IEF 2009 스타크래프트 부문 우승 (2:1 이철민)
- 2009년 WCG 2009 그랜드 파이널 스타크래프트 부문 준우승(1:2 이제동)
- 2009년 NATE MSL 2009 32강
- 2010년 대한항공 스타리그 2010 Season 1 16강
- 2010년 하나대투증권 MSL 2010 32강
- 2010년 대한항공 스타리그 2010 Season 2 3위
- 2010년 IEF 2010 스타크래프트 부문 준우승 (1:2 김택용)
- 2010년 박카스 스타리그 2010 준우승 (0:3 정명훈)
- 2010년 피디팝 MSL 2010 8강 ( 0:3 김명운)

2011년 ~ 2012년
- 2011년 ABC마트 MSL 2011 16강
- 2011년 진에어 스타리그 2011 16강
- 2011년 IEF 2011 스타크래프트 부문 준우승 (2:3 김택용)
- 2012년 Tving 스타리그 2012 16강
- 2012년 e스포츠 명예의 전당 헌액

#### 스타크래프트 II
- 2012년 MLG Starcraft II Invitational 초청전 8강
- 2013년 제4회 인천 실내무도아시아경기대회 스타2 부문 국가대표 선발전 32강
- 2013년 2013 WCS 코리아 시즌 3 챌린저리그 48강
- 2014년 2014 WCS 코리아 시즌 1 핫식스 글로벌 스타크래프트 II 리그 코드 A 48강
- 2014년 배달넷 ESTV컵 시즌2 우승 (3:1 이정훈)
- 2014년 2014 WCS 코리아 시즌 2 핫식스 글로벌 스타크래프트 II 리그 코드 S 16강
- 2014년 HomeStory Cup IX 16강
- 2014년 IEM Season IX - Shenzhen 16강
- 2014년 The Big One 8강
- 2014년 2014 WCS 코리아 시즌 3 핫식스 글로벌 스타크래프트 II 리그 코드 S 32강
- 2014년 Connecting Professional E-sports #1 8강
- 2014년 32 Boys 1 Cup 32강
- 2015년 2015 핫식스 글로벌 스타크래프트 II 리그 시즌 3 코드 S 32강
- 2015년 2015 Kung Fu Cup Season 2 8강
- 2015년 SanDisk SHOUTcraft Invitational II 8강
- 2016년 2016 핫식스 글로벌 스타크래프트 II 리그 시즌 1 코드 S 32강
- 2016년 2016 핫식스 글로벌 스타크래프트 II 리그 시즌 2 코드 A 48강
- 2016년 2016 Kung Fu Cup Season 2 4위

### 팀단위 리그
- 2005년 SKY 프로리그 2005 전기리그 개인전 다승왕 (공동)
- 2007년 신한은행 프로리그 2007 전기리그 MVP
- 2007년 신한은행 프로리그 2007 전기리그 우승 (삼성전자 칸)
- 2007년 신한은행 프로리그 2007 전기리그 결승전 MVP
- 2008년 신한은행 프로리그 2007 그랜드 파이널 준우승 (삼성전자 칸)
- 2008년 신한은행 프로리그 2008 우승 (삼성전자 칸)
- 2014년 SK텔레콤 스타크래프트 II 프로리그 2014 3라운드 MVP
- 2014년 SK텔레콤 스타크래프트 II 프로리그 2014 세리머니 상

### 협회 수상
- 2006년 2005 대한민국 e-SPORTS 대상 신인상
- 2008년 2007 대한민국 e-SPORTS 대상 최다승상
- 2008년 2007 대한민국 e-SPORTS 대상 프로토스 최우수선수상

### 기타 기록
- 공식전
  - 공식전 300승 달성 (역대 3번째)
  - 공식전 프로토스 최다승 (2012년 8월 기준 611전 366승 245패 59.9%)
  - 공식전 프로토스의 대 테란전 최고 승률 (2012년 8월 기준 140승 74패 65.4%)
  - 공식전 10연승 달성
  - 공식전 대 테란전 최다 연승 기록 달성 (12연승, 2007.05.30 ~ 2007.07.05)
- KeSPA 랭킹
  - 1위 횟수 4회 (역대 9위, 프로토스 중 2위, 2007.10, 2008.01, 2008.12~2009.01)
  - 프로토스 중 1위 21회 (프로토스 중 공동 2위, 0710, 0801, 0804-0807(4회), 0809-0901(5회), 1001-1002(2회), 1102-1106(5회), 1205-1207(3회))
- 양대리그
  - 프로토스 중 결승 최다 진출 (스타리그 4회, MSL 1회로 총 5회)
  - 프로토스 중 4강, 8강, 16강 최다 진출 (각각 8, 12, 24회)
  - 프로토스 중 본선 최다 진출 (스타리그 17회, MSL 10회로 총 27회, 스타크래프트 개인리그 10-10 클럽 달성)
- 스타리그
  - 스타리그 100승 달성 - 임요환, 홍진호 다음 역대 세번째이며 프로토스 유일[5][6]
  - 스타리그 최다 진출 - 총 17회로 EVER 스타리그 2005부터 Tving 스타리그 2012까지. 2위는 박성준 15회[7]
  - 스타리그 13회 연속 진출 - 역대 2위 (1위는 이영호의 15회)
  - 스타리그 최다 참가만에 우승 - 총 9회만에 우승
  - 스타리그 프로토스 중 결승 최다 진출 - 4회
  - 스타리그 프로토스의 대 테란전 최다 연승 기록 달성 - 10연승, 2010.04.14 ~ 2010.12.31
  - 스타리그 100승, 프로리그 200승 역대 최초 동시 달성
- 프로리그
  - 프로리그 100승 (역대 6번째)
  - 프로리그 200승 (역대 3번째, 프로토스 최초)
  - 프로리그 정규시즌 프로토스의 대 저그전 최다 연승 기록 달성 (11연승)
  - 위너스리그 프로토스 최초 역올킬 달성 (2011년 1월 16일 HEROS 상대로 역올킬 달성)
- 기타
  - 삼성칸 최초의 개인리그 우승자
  - 상대 선수의 연승 기록 저지 (도재욱의 대 프로토스전 14연승, 박상우의 대 프로토스전 12연승, 이제동의 대 프로토스전 17연승, 김택용의 프로리그 15연승, 정명훈의 공식전 12연승의 최고기록 연장을 저지함)
  - WCG 결승 최다 진출 (07~09 3회 연속)
  - IEF 결승 최다 진출 (08~11 1회~4회 전(全)대회 연속)

## 별명
- (무결점의) 총사령관 : MBC게임 작가진에서 지어준 별명. 전종족을 상대로 한 높은 승률, 모든 유닛을 두루 다루는 플레이 스타일에 착안

- 뱅구 : 송병구의 애칭으로 별명이라 보긴 어렵다

- 공룡토스 : e스포츠 주간 잡지인 esFORCE에 실린 공룡 분장에서 유래되었으며, 규모가 큰 송병구의 경기 스타일과도 조화를 이룬다. 공변뱅(공룡으로 변신한 뱅구)으로 불리기도 하는데, 이는 해변김(해설로 변신한 김정민), 코변김(코치로 변신한 김현진) 등의 축약형 별명과 유사하다. 2008 시즌 중반부터 프로토스의 ‘육룡’이라는 표현이 유행하면서 더욱 굳어진 별명

- 콩뱅구 : 홍진호의 별명인 ‘콩’과 송병구의 애칭인 ‘뱅구’의 합성어. WCG에서는 우승을 차지했지만 국내 메이저 개인리그인 스타리그, MSL에서 잇달아 준우승에 그친 송병구를 ‘준우승의 대명사’ 홍진호에 빗댄 별명. 그러나 2008년 11월, 인크루트 스타리그에서 우승함에 따라 더 이상 이 별명을 보기 힘들게 되었다.

- 송와우: 송병구 선수는 한 때 온라인 게임인 월드 오브 워크래프트(약칭:WOW)에 빠져서 성적 부진을 겪었었다. 그는 그 이후 인터뷰에서 와우를 그만뒀음을 공개적으로 발언하기도 했지만 송병구 선수가 부진할 때마다 와우를 다시 시작한 것 아니냐는 루머가 돈다.

- 송리치: 송와우와 비슷한 맥락의 별명으로, 송병구와 월드오브워크래프트 게임 캐릭터인 리치왕의 합성어

- 송핑계: 곰TV MSL 시즌2에서 vs김택용과의 결승전 경기에서 2:3으로 패해 준우승에 그친 이후 "사정거리 업그레이드를 하지 않아 패배했다."라는 핑계를 댄 것에서 시작된 별명. 이후에도 조지명식 때 '약한 척'하는 특유의 발언들로 별명의 입지를 강화시켜줬다. 물론, 이후 EVER 스타리그 2007 4강에서 김택용을 3:0으로 꺾고, 조지명식 이후로 만들어진 조도 거의 무난히 통과하는 등 '핑계'가 아님을 보여주기도 했다.

- 송순신: WCG를 비롯한 국제대회에서 큰 공을 세웠다 하여 지어진 별명이다. 2007 wcg에서 마재윤을 탈락시킨 샤쥔춘을 이기고 우승을 하고,IEF 2009에서 한국 선수들이 대거 탈락한 가운데(김택용,임요환,김정우) 우승하며 더욱 굳어진 별명이 됐다.

- 송좌진: 송순신과 같은 맥락의 별명

- 구국 토스: 송순신, 송좌진과 비슷한 맥락의 별명

- 송명구 : 스타리그 2011 시즌1 조 추첨식 이후 일정표에 B조 2경기 송병구 vs 이영한이 송명구 vs 이영한으로 잘못 나온 데서 나온 별명. 흔히 부진할 때 "신인 송명구가 이정도면 잘한거지", "아직 신인이라서 그런다" 등의 놀림을 받음

- 연승 브레이커 : 송병구는 이상하게도 연승중인 선수들의 연승기록을 저지한적이 많다. 이제동의 프로토스전 17연승을 끊었으며, 박상우의 프로토스전 12연승 그 외에도 공식전 연승 중인 선수들의 연승 기록도 많이 끊은 적도 있다.

- 예능왕 : 스타크래프트와 관련된 다른 프로그램에서 뛰어난 예능감을 선보여 지어진 별명.

- 못난토스 : 아프리카TV의 BJ로 입성한 뒤, 한명의 여성BJ와 랜선으로 썸을타기 시작했다. 그 부분에서 암적인 연애고자의 모습을 보여주면서 많은 시청자들을 답답하게 했고, 해당 여성BJ에게 직접 "못난놈" 이라고 들으면서 붙여진 별명이다.

- 용병구 : 아프리카 4대 스타 클랜의 클랜전이 열릴 때마다 용병으로 출전하여 에이스 결정전을 승리로 이끌어 생긴 별명이다.